# Mãe Andresa
Andresa Maria de Sousa Ramos, conhecida como Mãe Andresa (Caxias, Maranhão,  1854 — 1954), foi uma grande sacerdotisa do Tambor de Mina Jeje, culto aos voduns do Maranhão.
Considerada a última princesa de linhagem direta Fom, seus nomes africanos dados pelos voduns eram Ronçoiama e Rotopameraçuleme (nome dado após o barco, ou cerimônia de iniciação). Mãe Andresa coordenou a Casa das Minas entre 1914 e 1954. Morreu aos 100 anos de idade, no dia 19 de abril de 1954 

## Biografia

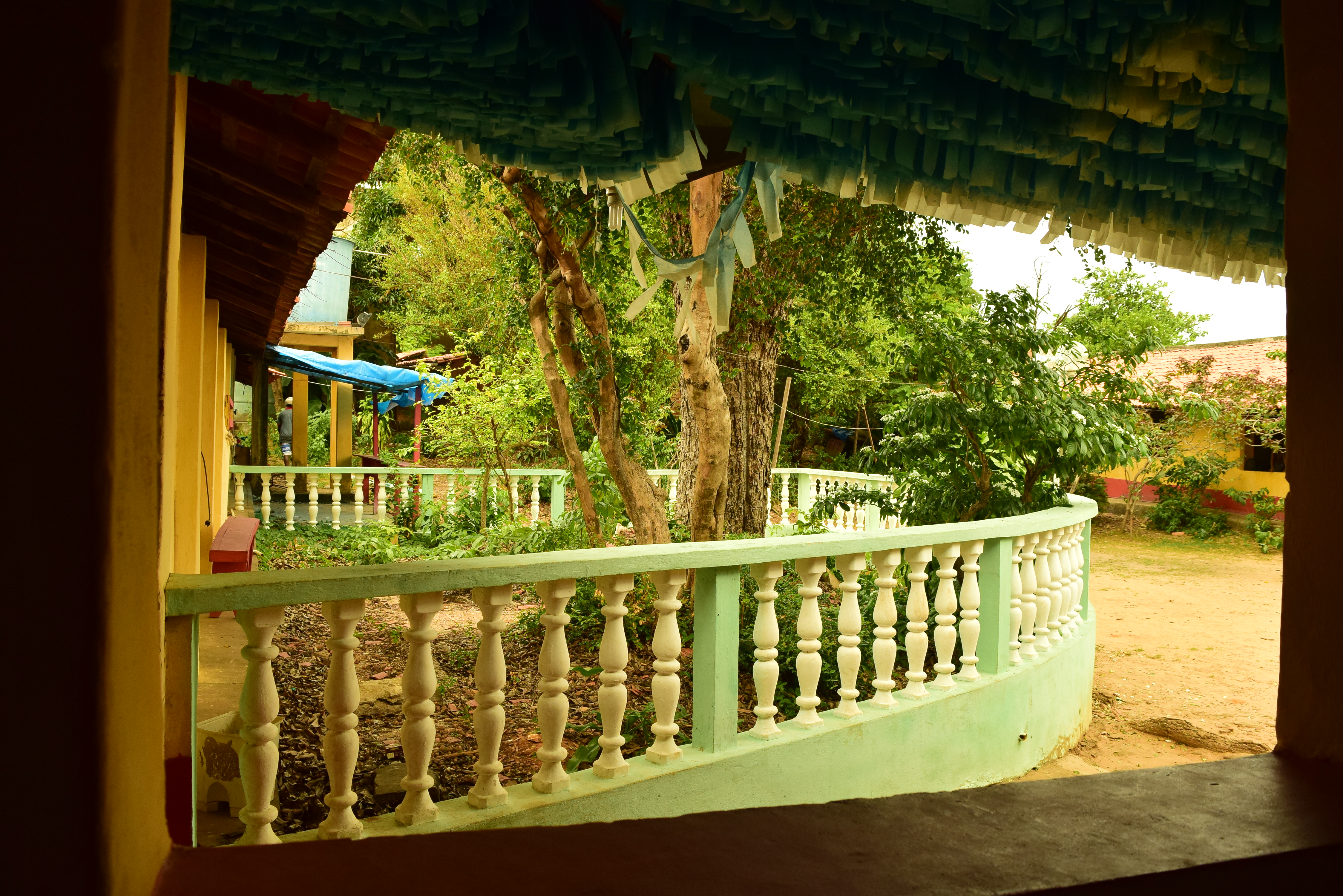
Cajazeira sagrada centenária da Casa das Minas

Descendente de escravos, nascida em Caxias, veio ainda jovem para São Luís, em busca de tratamento de saúde. Recebeu o vodum Tói Poliboji, ao sete ou oito anos. Completou sua iniciação num barco de 12 vodunces hunjaís (as "filhas completas", que recebem além de um vodum, uma tobossi), provavelmente antes de 1900, quando o templo era chefiada por Mãe Luísa, a segunda chefe da Casa.
Em 1914, sucedeu à Mãe Hosana (que havia sucedido à Mãe Luísa), quando tinha por volta de 60 anos, passando a se dedicar inteiramente à casa. Nunca se casou, e teria trabalhado vendendo alimentos na juventude para se manter.
Era amiga de várias mães-de-santo antigas de São Luís, tendo mantido relações de respeito com outros terreiros antigos. Conhecida por sua generosidade, era bastante procurada por diversas pessoas de várias cidades do Maranhão, inclusive em caso de doenças, pois havia um canteiro no quintal do templo, com plantas medicinais. Diversos amigos enviavam mantimentos para a Casa das Minas, e Mãe Andressa mandava distribuir os alimentos que sobravam para que não estragassem.
Possuía cerca de uma centena de afilhados, e gostava muito de crianças. Criou Maneco, tocador chefe da Casa; Dona Amância, chefe da Casa entre 1972 e 1976; e Dona Deni, chefe entre 1997 e 2015. Não preparou outros barcos para vodunsis hunjaís. 
Também enfrentou dificuldades enquanto esteve à frente da Casa, precisando vender joias para pagar impostos atrasados, durante a Segunda Guerra. No Estado Novo, houve perseguições a terreiros de São Luís, e tentativa de transferência deles para a periferia da cidade. Entretanto, o interventor Paulo Ramos autorizou o funcionamento da Casa das Minas e da Casa de Nagô, por serem muito antigas.

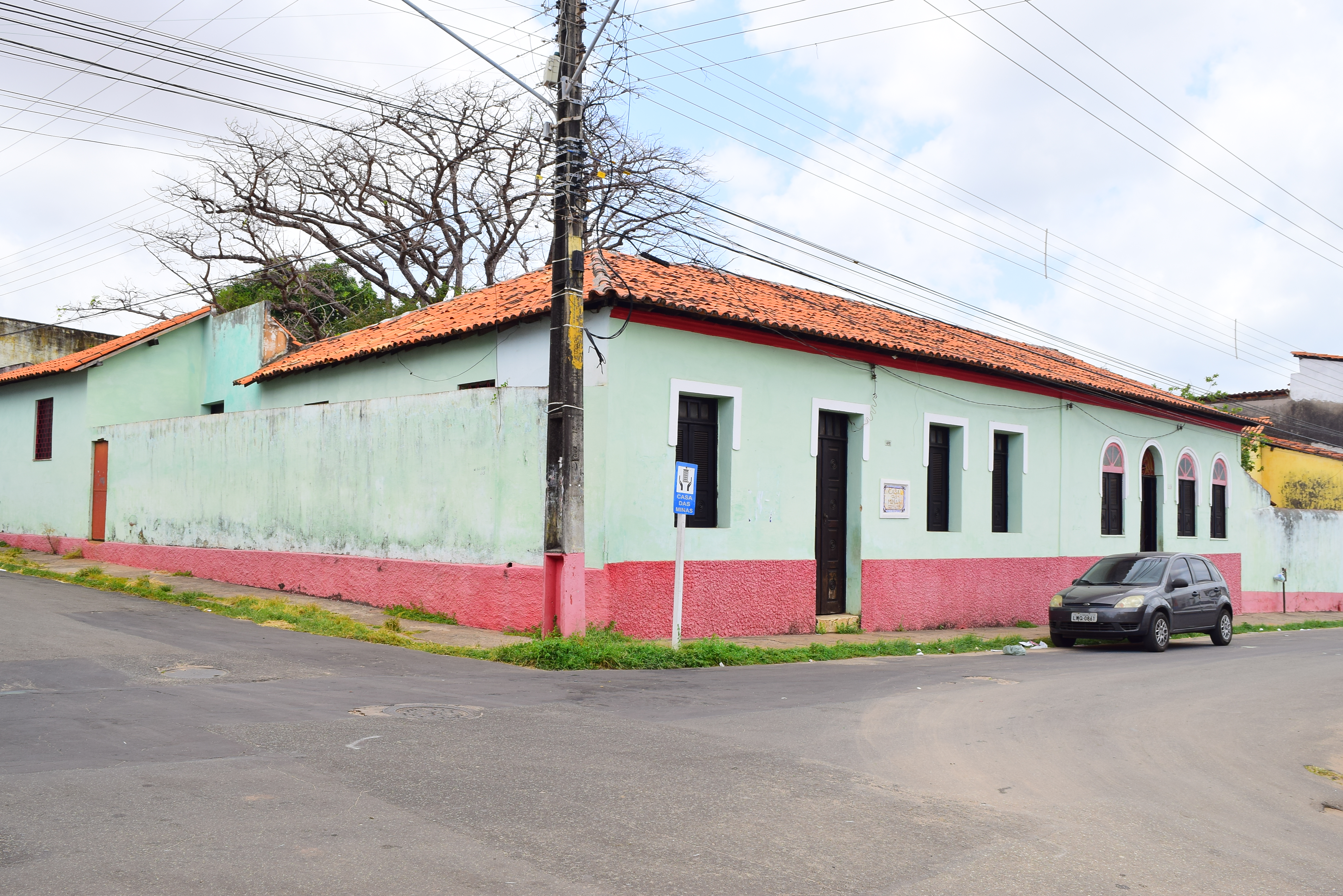
Casa das Minas

Nos últimos 20 anos de vida, foi visitada por diversos jornalistas e pesquisadores brasileiros e estrangeiros, a quem deu entrevistas e deu informações sobre o culto e a história do templo.
No fim de sua vida, não podia mais andar, embora ainda fosse lúcida. Em 1953, o presidente Café Filho esteve em São Luís e visitou a Casa das Minas. 
Faleceu em 20 de abril de 1954, uma Quinta-feira Santa, após dirigir a Casa durante quatro décadas, tendo havido luto de um ano no templo. 